# Kim Anderson
Keith Kim Anderson (Sedalia, Misuri, 12 de mayo de 1955) es un exjugador y entrenador de baloncesto estadounidense que jugó una temporada en la NBA además de hacerlo por dos temporadas en la liga italiana y una más en la liga francesa. Con 2,00 metros de estatura, lo hacía en la posición de alero. Desde 2002 es el entrenador de los Gorillas de la Universidad Pittsburg State.

## Trayectoria deportiva

### Universidad
Jugó durante cuatro temporadas con los Tigers de la Universidad de Misuri, en las que promedió 14,0 puntos y 7,3 rebotes por partido. Anotó en total 1.289 puntos, lo que le sitúan entre los 20 mejores anotadores de la historia de los Tigers.

### Profesional
Fue elegido en la vigésimo octava posición del Draft de la NBA de 1977 por Portland Trail Blazers, pero tras ser descartado por el equipo, se marchó a jugar a la liga italiana, fichando por el Jollycolombani Forlì, donde en una temporada promedió 24,5 puntos y 8,8 rebotes por partido.
Al año siguiente vuelve a entrar en el draft, siendo elegido por Milwaukee Bucks en la séptima ronda, en el puesto 146, pero acaba firmando por los Blazers, donde juega 21 partidos en los que promedia 3,0 puntos y 2,1 rebotes, antes de ser despedido en el mes de enero.
Regresa en 1979 al Jollycolombani Forlì, ya en la Serie A1, promediando 22,3 puntos y 9,4 rebotes. Jugaría una temporada más en el FC Mulhouse de la liga francesa, para regresar posteriormente a su país y retirarse definitivamente.

### Entrenador
Tras retirarse, en 1982 ejerció las funciones de entrenador asistente de los Missouri Tigers de la NCAA, puesto que ocupó durante doce temporadas, firmando en 1994 con el mismo cargo por la Universidad de Bradley, donde permaneció 6 temporadas. Desde 2002 es el entrenador de los Mules de la Universidad Central Misuri, donde tras 9 temporadas tiene un porcentaje de victorias del 74,6%, el sexto entre los entrenadores en activo de la División II de la NCAA.

## Estadísticas de su carrera en la NBA

### Temporada regular
| Temporada | Edad | Equipo                 | Liga | P  | TIT | MIN  | TC  | TCA | %TC  | 3P | 3PA | %3P | TL  | TLA | %TL  | R.OF. | R.DEF. | REB | ASIS | ROB | TAP | PER | FP  | PTS |
| 1978-79   | 23   | Portland Trail Blazers | NBA  | 21 |     | 10.7 | 1.1 | 3.7 | .312 |    |     |     | 0.7 | 1.3 | .536 | 0.8   | 1.3    | 2.1 | 0.7  | 0.2 | 0.2 | 1.0 | 2.0 | 3.0 |
| Total     |      |                        | NBA  | 21 |     | 10.7 | 1.1 | 3.7 | .312 |    |     |     | 0.7 | 1.3 | .536 | 0.8   | 1.3    | 2.1 | 0.7  | 0.2 | 0.2 | 1.0 | 2.0 | 3.0 |